# Список наград и номинаций ASAP Rocky
Это список наград и номинаций, полученных американским рэпером ASAP Rocky.

## BBC Sound of...
| Год  | Номинируемая работа | Категория      | Результат |
| ---- | ------------------- | -------------- | --------- |
| 2011 | ASAP Rocky          | Звук 2012 года | Номинация |

## BET Awards

### BET Awards
| Год  | Номинируемая работа | Категория                  | Результат |
| ---- | ------------------- | -------------------------- | --------- |
| 2012 | ASAP Rocky          | Лучший новый артист        | Номинация |
| 2013 | ASAP Rocky          | Лучший хип-хоп исполнитель | Номинация |
| 2013 | ASAP Rocky          | Лучший клипмейкер года     | Номинация |
| 2013 | «Fuckin’ Problems»  | Лучший клипмейкер года     | Номинация |
| 2013 | «Fuckin’ Problems»  | Лучшая коллаборация        | Победа    |
| 2013 | «Fuckin’ Problems»  | Viewer's Choice            | Номинация |

### BET Hip Hop Awards
| Год  | Номинируемая работа                                                 | Категория                            | Результат |
| ---- | ------------------------------------------------------------------- | ------------------------------------ | --------- |
| 2012 | ASAP Rocky                                                          | Новичок года                         | Номинация |
| 2012 | ASAP Rocky                                                          | Лучший гастролёр                     | Номинация |
| 2012 | ASAP Rocky                                                          | Лучший хип-хоп-стиль                 | Номинация |
| 2012 | «Goldie»                                                            | Лучшее хип-хоп-видео                 | Номинация |
| 2012 | LIVE.LOVE.A$AP                                                      | Лучший микстейп                      | Номинация |
| 2012 | ASAP Rocky(совместно с Sam Lecca)                                   | Клипмейкер года                      | Номинация |
| 2013 | ASAP Rocky (совместно с A$AP Ferg)                                  | Клипмейкер года                      | Номинация |
| 2013 | «Fuckin’ Problems» (при участии Дрейка, 2 Chainz и Кендрика Ламара) | Лучшая коллаборация, дуэт или группа | Победа    |
| 2013 | «Fuckin’ Problems» (при участии Дрейка, 2 Chainz и Кендрика Ламара) | Лучшее хип-хоп-видео                 | Номинация |
| 2013 | «Fuckin’ Problems» (при участии Дрейка, 2 Chainz и Кендрика Ламара) | Приз зрительских симпатий            | Номинация |
| 2013 | «Fuckin’ Problems» (при участии Дрейка, 2 Chainz и Кендрика Ламара) | Лучший клубный бэнгер                | Номинация |
| 2013 | ASAP Rocky                                                          | Лучший хип-хоп-стиль                 | Победа    |
| 2014 | ASAP Rocky                                                          | Лучший хип-хоп-стиль                 | Номинация |
| 2015 | ASAP Rocky                                                          | Лучший хип-хоп-стиль                 | Номинация |
| 2016 | ASAP Rocky                                                          | Лучший хип-хоп-стиль                 | Номинация |

## Grammy Awards
| Год  | Номинируемая работа | Категория                | Результат |
| ---- | ------------------- | ------------------------ | --------- |
| 2014 | «Fuckin’ Problems»  | Лучшая рэп-песня         | Номинация |
| 2016 | «LSD»               | Лучшее музыкальное видео | Номинация |

## MTV Awards

### MTV Europe Music Awards
| Год  | Номинируемая работа | Категория                    | Результат |
| ---- | ------------------- | ---------------------------- | --------- |
| 2012 | ASAP Rocky          | US Artist About To Go Global | Номинация |
| 2012 | ASAP Rocky          | Лучший образ                 | Номинация |

### MTV Video Music Awards
| Год  | Номинируемая работа | Категория            | Результат |
| ---- | ------------------- | -------------------- | --------- |
| 2012 | «Goldie»            | Лучший монтаж        | Номинация |
| 2013 | «Fuckin’ Problems»  | Лучшее хип-хоп-видео | Номинация |
| 2015 | «L$D»               | Лучший монтаж        | Номинация |

### MTV Video Music Awards Japan
| Год  | Номинируемая работа | Категория            | Результат |
| ---- | ------------------- | -------------------- | --------- |
| 2013 | «Fuckin’ Problems»  | Лучшее хип-хоп-видео | Победа    |

### mtvU Woodie Awards
| Год  | Номинируемая работа  | Категория                    | Результат |
| ---- | -------------------- | ---------------------------- | --------- |
| 2014 | «Wild for the Night» | Лучшее сотрудничество Woodie | Победа    |

## World Music Awards
| Год  | Номинируемая работа | Категория                       | Результат |
| ---- | ------------------- | ------------------------------- | --------- |
| 2014 | ASAP Rocky          | Лучший в мире артист мужчина    | Номинация |
| 2014 | ASAP Rocky          | Лучший артист года в мире       | Номинация |
| 2014 | ASAP Rocky          | Лучшее живое выступление в мире | Номинация |
| 2014 | «Fuckin’ Problems»  | Лучшая песня в мире             | Номинация |
| 2014 | «Fuckin’ Problems»  | Лучшее видео в мире             | Номинация |
| 2014 | Long. Live. ASAP    | Лучший альбом в мире            | Номинация |